# Type 73
Le véhicule blindé Type 73 (73式装甲車, Nanasan-shiki shōkō-sha) est un véhicule de transport de troupes produit par Mitsubishi Heavy Industries et utilisé par la Force terrestre d'autodéfense japonaise depuis 1973. Il a remplacé le Type SU 60.

## Conception
En 1967, l'Institut de recherche et de développement technique de l'Agence japonaise de défense a lancé un appel d'offres pour un nouveau véhicule blindé de transport de troupes, afin de remplacer le Type 60. Parmi les exigences figuraient une vitesse maximale de plus de 60 km/h, la capacité de transporter 12 hommes, y compris l'équipage, d'être entièrement amphibie, d'avoir un blindage en aluminium entièrement soudé, de permettre à l'infanterie d'utiliser ses armes légères à l'intérieur du véhicule, d'être armé d'un canon de 20 mm, d'une mitrailleuse de 12,7 mm et d'une mitrailleuse de 7,62 mm. Un banc d'essai automobile, appelé SUT, a été construit en 1968. Komatsu et Mitsubishi Heavy Industries ont construit deux prototypes l'année suivante, l'un en acier et l'autre en aluminium. Le modèle en aluminium de Mitsubishi a été choisi en décembre 1973.

## Description
Le Type 73 est presque unique dans la mesure où il utilise une configuration V4 à moteur central, car le conducteur et le mitrailleur sont à l'avant du véhicule. Le commandant est assis légèrement derrière le mitrailleur tandis que le canonnier se trouve derrière le conducteur. Le moteur est monté sur le côté gauche derrière le mitrailleur avec son entrée et sa sortie d'air disposées sur le dessus du véhicule. Le moteur et la transmission sont conçus pour être facilement retirés en tant qu'unité complète. Il est équipé de six pots lance-fumée, trois de chaque côté. Son infanterie peut se servir de ses armes personnelles depuis l'intérieur du véhicule. Le Type 73 nécessite des équipements supplémentaires pour devenir amphibie et est propulsé dans l'eau par ses voies à une vitesse maximale de 7 km/h. Il est équipé d'éclairages infra-rouges et d'un système de protection NBC.

## Variantes
Une version de commande est en service avec un toit surélevé. Le châssis du Type 73 a été adapté pour être utilisé par le Lanceur de Roquettes Multiples Type 75 de 130 mm, son véhicule de mesure du vent type 75 qui l'accompagne et l'obusier automoteur Type 74 de 105 mm.

### Obusier automoteur 105 mm Type 74
L'obusier automoteur Type 74 105 mm est uniquement utilisé par le Japon. Komatsu a développé le châssis, tandis que l'obusier et la tourelle ont été conçus par Japan Steel Works. Les premiers prototypes ont été achevés en 1969-70. L'obusier a été accepté pour le service en 1974.
Il emporte 30 obus à bord. Il est amphibie grâce à un écran de flottation déployable rangé autour de la périphérie de la coque supérieure. Il est équipé d'un système de protection NBC.

### Lance Roquette Multiples 130 mm Type 75
Le lanceur de roquettes multiples de Type 75 de 130 mm (75 式 130 mm) a été développé pour transporter le système lance-roquettes multiples développé par la division aérospatiale de la Nissan Motor Company. Il a utilisé la suspension, les chenilles et le moteur diesel du véhicule blindé de transport de troupes de Type 73. Komatsu était responsable du châssis et IHI Aerospace du lanceur et de ses fusées. 15 véhicules de mesure du vent Type 75 ont également été construits sur le même châssis pour fournir des informations météorologiques afin d'aider.

## Statut opérationnel
En 2001, le Japon a signalé au Bureau des affaires de désarmement des Nations Unies que 337 Type 73 étaient en service, bien qu'il semble improbable qu'il soit complètement dépassé en raison du taux de production lent de type 89. Concernant les Type 74, 20 étaient en service. Selon Jane's Armour et Artillery 2008, les 17 autres types 74 sont attachés au 2e régiment d'artillerie à Asahikawa, Hokkaido. Pour finir, 61 Type 75 étaient en service ainsi que 13 véhicules de mesure de vent. Il est progressivement remplacé par le M270 de 227 mm américain. Selon Jane's seulement une vingtaine serait en service en 2008.

## Galerie Photos

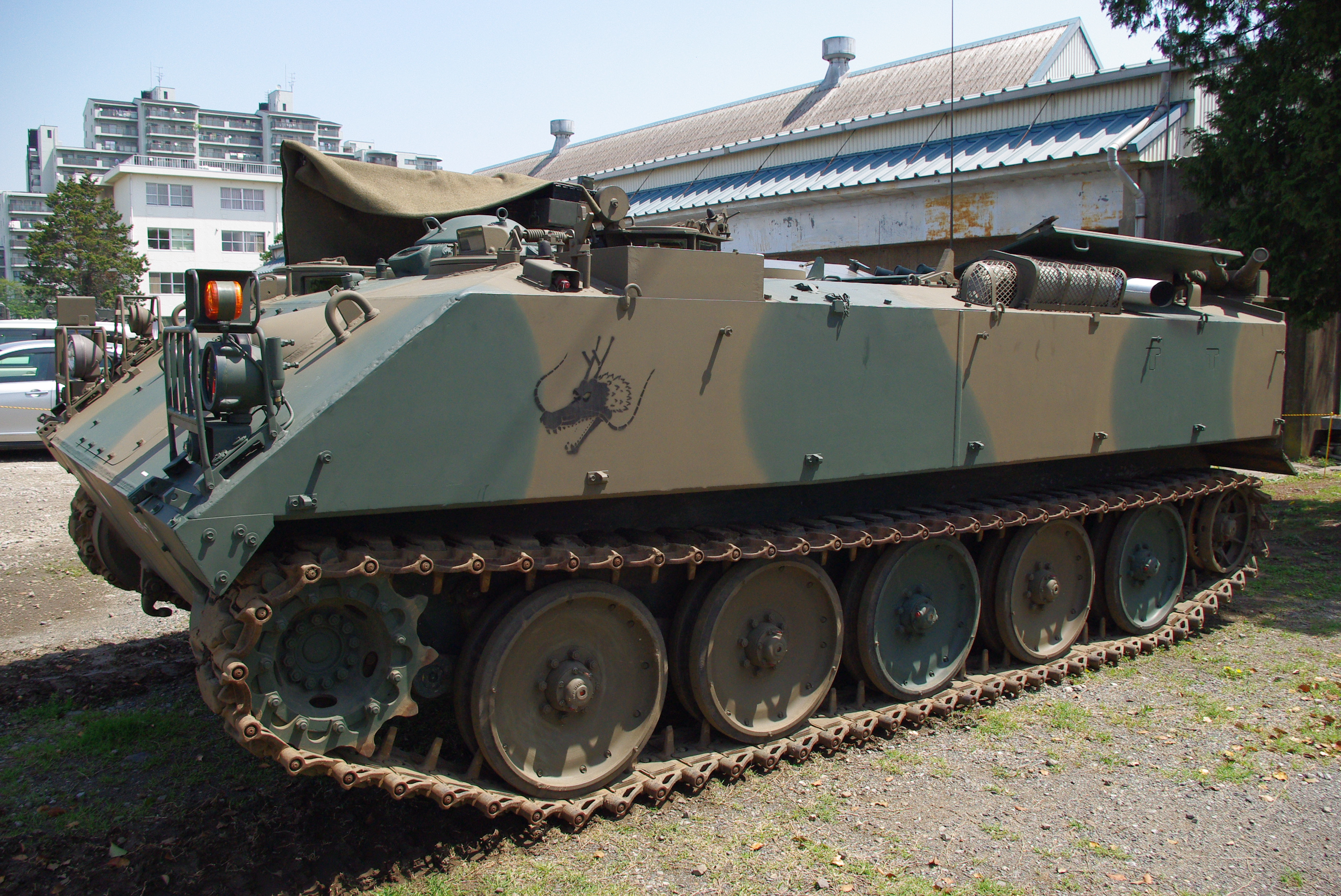
Vue générale d'un Type 73.
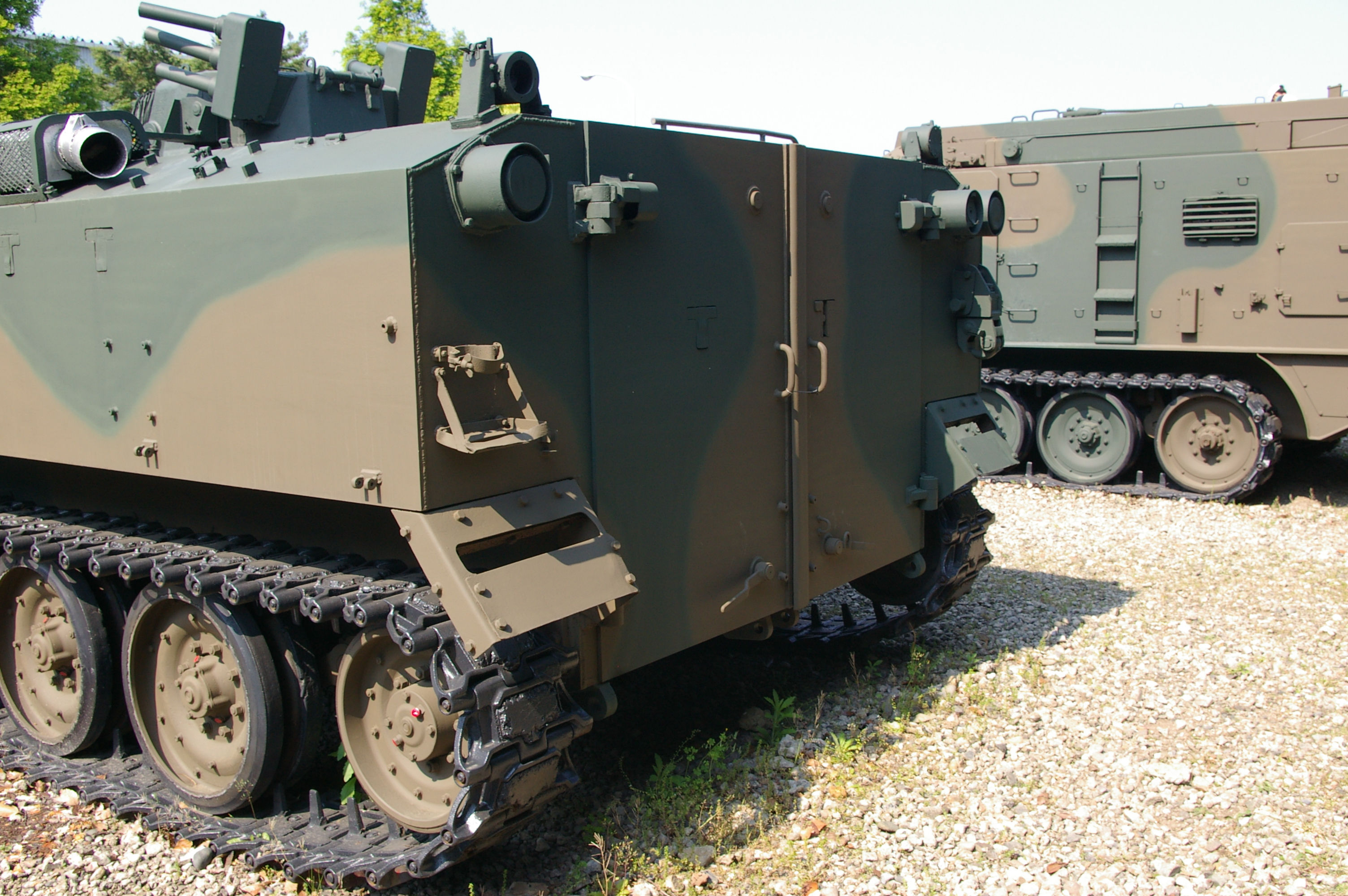
Vue arrière d'un Type 73.
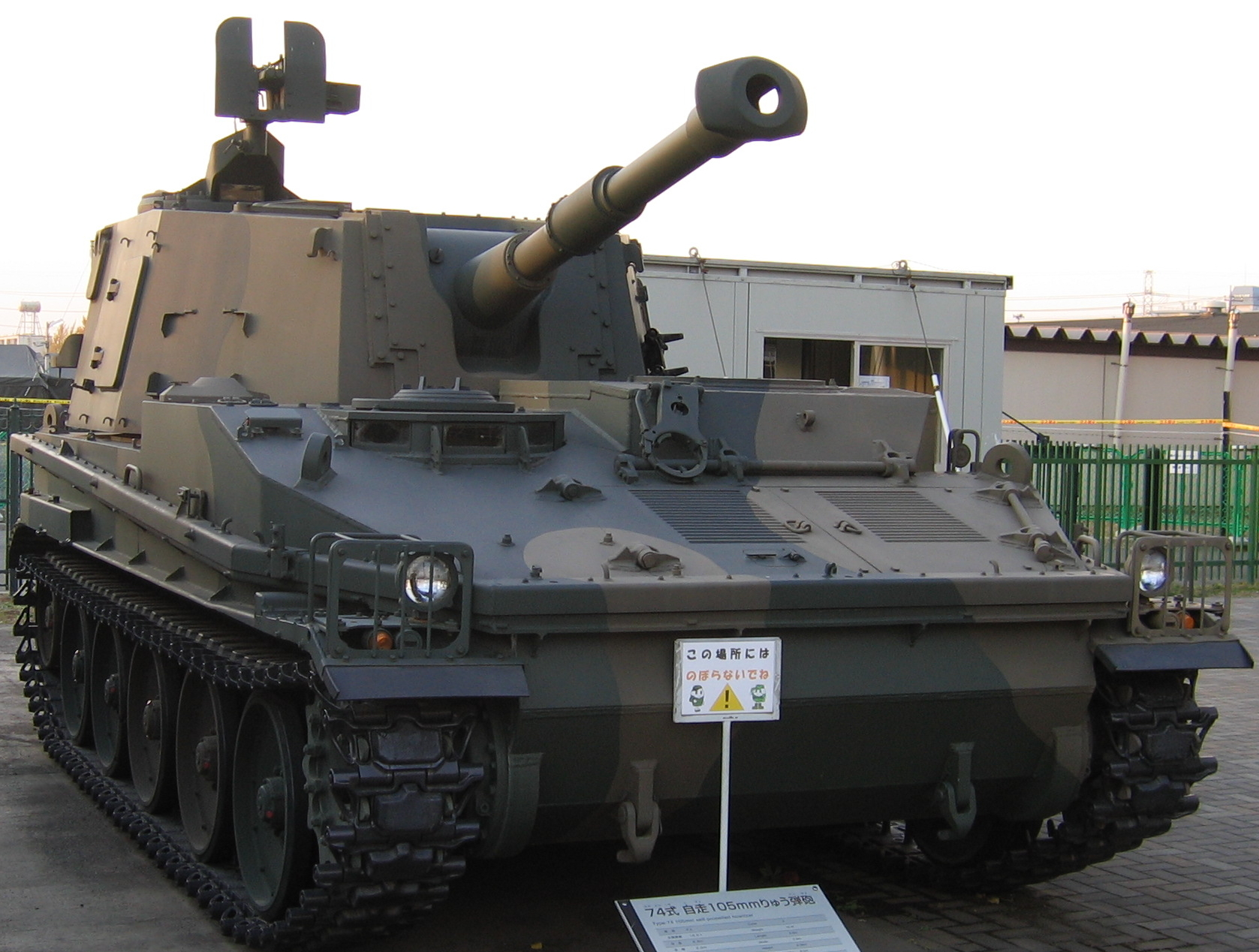
Vue de face d'un obusier automoteur Type 74.
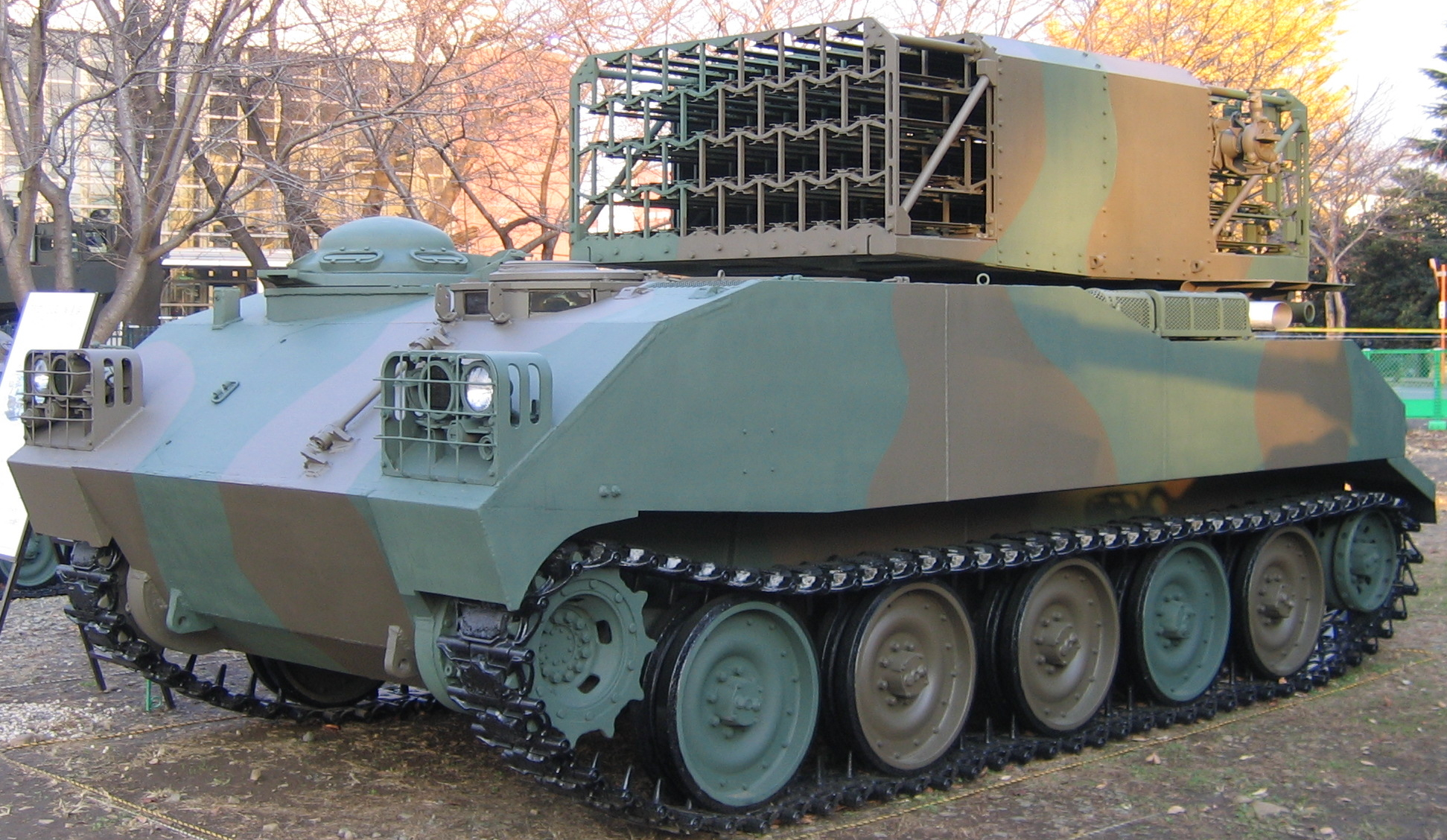
Lanceur de roquettes Type 75.